# Andai Ernő
Andai Ernő (Budapest, 1900. július 22. – Budapest, 1979. július 3.) író, színész, színházi rendező.

## Élete
Budapesten született Andai (Axelrad) Manó (1874–1932) aranyműves, kereskedő és Lemberger Rozália (1872–1932) gyermekeként zsidó családban. A Budapesti VII. Kerületi Barcsay-utcai Magyar Királyi Állami Főgimnáziumban érettségizett (1918). Ezt követően beiratkozott a Színiakadémiára, ahol 1921-ben színészi oklevelet szerzett, majd a Pázmány Péter Tudományegyetemen filozófiát hallgatott. 1921-től a Vígszínházban, 1924-től a Magyar Színházban, 1927 és 1928 között az Új Színházban játszott, de rendezett is. Regényeket, színműveket és operettlibrettókat írt, ezen kívül regényeket is fordított magyar nyelvre. 1926-ban elnyerte a Mikszáth Kálmán-díjat.
Felesége Karácson Piroska volt, akit 1930. február 23-án Budapesten, az Erzsébetvárosban vett nőül.
A Kozma utcai izraelita temetőben nyugszik.

## Színpadi szerepeiből
- Farkas Imre: Az iglói diákok (Pali)
- Lengyel Menyhért: Taifun (Tokeramo)
- Henrik Ibsen: Nóra (Rank doktor)
- Katona József: Bánk bán (Tiborc)
- Johann Wolfgang von Goethe: Faust (Mephisto)

## Rendezéseiből
- Földes Imre: Terike
- G. Kaiser: Az elcserélt gyermek
- Orbók Attila: Fiacskám
- G. Láng Erzsi: Egy szavába kerül

## Főbb munkái

### Színpadi művek
- Utrechti diákok
- Diákszerelem (1927)
- Hazudj édes (vígjáték, Belvárosi Színház, 1929)
- Porcellán (Kamara Színház, 1931)
- Aranyfüst (Belvárosi Színház, 1932)
- Áruház (Nemzeti Színház, 1936)

### Regények, elbeszélések
- Az arckép (elbeszélések, 1922)
- Soha ilyen tavaszt! (regény, 1927)
- Tengertánc (regény, 1930)
- Színinövendékek (regény, 1936)
- Harangvirág (vígjáték, 1936)
- Névtelen feljelentő (kisregény, 1948)
- Az utolsó szerep (kisregény, 1948)
- Halálos játék (kisregény, 1948)
- A sivatag száműzöttjei (kisregény, 1948)

### Műfordítások
- Jakob Wassermann: A Maurizius-ügy (1928, Molnár Ákossal együtt)
- Kurban Said: …és Mohamed az ő prófétája (1939)
- John Knittel: Via Mala (1940)
- Josef Maria Frank: Elhibáztam az életemet! (1943)
- Jack London: A vérszövetség (1948)